# Joenal Castma
Joenal Castma (ur. 4 marca 1976 w Uniondale) – haitański piłkarz występujący na pozycji pomocnika lub napastnika, reprezentant kraju.

## Życiorys
Syn Josepha i Jacqueline, ma cztery starsze siostry. Występował w uniwersyteckiej drużynie St. John's Red Storm, gdzie w 1995 roku zdobył nagrodę MVP turnieju Big East Tournament. Następnie grał w UMass Minutemen, a w 1997 roku reprezentował drużynę U-23 Long Island Rough Riders.
Seniorską karierę rozpoczynał w 1998 roku w Worcester Wildfire. W kwietniu 1999 roku został zawodnikiem Minnesota Thunder. Następnie został piłkarzem Pittsburgh Riverhounds. W październiku 1999 roku przeszedł do Lechii/Polonii Gdańsk, dla której zagrał jeden mecz. W styczniu 2000 roku wrócił do Pittsburgh Riverhounds. W 2000 roku zadebiutował w reprezentacji Haiti, dla której wystąpił dwukrotnie, był także powołany na Puchar Karaibów. W 2002 roku zakończył karierę zawodniczą.
Po zakończeniu kariery piłkarskiej był indywidualnym trenerem piłkarzy, szkolił także dzieci w ramach programu Penns Forest. W 2006 roku został asystentem trenera żeńskiej drużyny Pittsburgh Panthers. W 2018 roku objął stanowisko dyrektora wykonawczego w Beadling SC.

## Statystyki ligowe
| Sezon         | Klub                   | Liga     | Mecze | Gole |
| ------------- | ---------------------- | -------- | ----- | ---- |
| 1998          | Worcester Wildfire     | A-League | 10    | 0    |
| 1999 (w)      | Minnesota Thunder      | A-League | 1     | 0    |
| 1999          | Pittsburgh Riverhounds | A-League | 5     | 2    |
| 1999/2000 (j) | Lechia/Polonia Gdańsk  | II liga  | 1     | 0    |
| 2000          | Pittsburgh Riverhounds | A-League | 13    | 2    |
| 2001          | Pittsburgh Riverhounds | A-League | 11    | 1    |